# Adams (cratera lunar)
Adams é uma cratera que se localiza na seção sudeste irregular da Lua, próximo ao limbo lunar. Ela se localiza exatamente a sudoeste da cratera Legendre. A noroeste estão as crateras Hase e Petavius, enquanto a sudoeste fica Furnerius. A sudoeste de Adams também fica um sistema de rimas designado Rimae Hase. A maior dessas rimas segue um curso para sudeste.
A borda de Adams é geralmente de forma circular, mas é um pouco desgastada por pequenas crateras de impacto. Há uma protrusão com uma pequena fenda na parte sul da parede. O solo é indistinguível, sem protrusões significantes, apenas com algumas pequenas crateletas.
O nome de Adams homenageia três astrônomos com esse nome: John Couch Adams, Walter Sydney Adams e Charles Hitchcock Adams.

## Crateras-Satélite
Por  convenção essas formações são identificadas em mapas lunares por posicionamento da letra no local do ponto médio da cratera que é mais próximo de Adams.
| Adams | Latitude | Longitude | Diâmetro |
| ----- | -------- | --------- | -------- |
| B     | 31.5° S  | 65.6° E   | 28 km    |
| C     | 32.3° S  | 65.5° E   | 10 km    |
| D     | 32.5° S  | 71.6° E   | 42 km    |
| M     | 34.8° S  | 69.2° E   | 24 km    |
| P     | 35.2° S  | 71.0° E   | 24 km    |

### Obras em língua portuguesa
- Freitas Mourão, Ronaldo Rogério de (2008). Dicionário Enciclopédico de Astronomia e Astronáutica. Lexicon. ISBN 9788586368356

### Obras em língua inglesa
- Andersson, L. E.; Whitaker, E. A., (1982). NASA Catalogue of Lunar Nomenclature. [S.l.]: NASA RP-1097
- Blue, Jennifer (25 de julho de 2007). «Gazetteer of Planetary Nomenclature». USGS. Consultado em 5 de agosto de 2007
- B. Bussey; P. Spudis (2004). The Clementine Atlas of the Moon. New York: Cambridge University Press. ISBN 0-521-81528-2
- Cocks, Elijah E.; Cocks, Josiah C. (1995). Who's Who on the Moon: A Biographical Dictionary of Lunar Nomenclature. [S.l.]: Tudor Publishers. ISBN 0-936389-27-3
- McDowell, Jonathan (15 de julho de 2007). Lunar Nomenclature (Relatório). Jonathan's Space Report. Consultado em 24 de outubro de 2007
- Menzel, D. H.; Minnaert, M.; Levin, B.; Dollfus, A.; Bell, B. (1971). «Report on Lunar Nomenclature by The Working Group of Commission 17 of the IAU». Space Science Reviews. 12. 136 páginas
- Moore, Patrick (2001). On the Moon. [S.l.]: Sterling Publishing Co. ISBN 0-304-35469-4
- Price, Fred W. (1988). The Moon Observer's Handbook. [S.l.]: Cambridge University Press. ISBN 0521335000
- Rükl, Antonín (1990). Atlas of the Moon. [S.l.]: Kalmbach Books. ISBN 0-913135-17-8
- Webb, Rev. T. W. (1962). Celestial Objects for Common Telescopes 6th revision ed. [S.l.]: Dover. ISBN 0-486-20917-2
- Whitaker, Ewen A. (1999). Mapping and Naming the Moon. [S.l.]: Cambridge University Press. ISBN 0-521-62248-4
- Wlasuk, Peter T. (2000). Observing the Moon. [S.l.]: Springer. ISBN 1852331933